# ハロボッツ ロボヒーローバトリング!!
『ハロボッツ ロボヒーローバトリング!!』は、2002年7月5日にサンライズインタラクティブよりゲームボーイアドバンス専用ソフトとして発売されたハロ育成コンピュータRPGで、ハロボッツシリーズ3作目でサンライズ作品ロボットが登場するゲームソフトである。

## 概要
この作品はPlayStation 2専用ソフト『サンライズ英雄譚2』に登場した『機甲世紀Gブレイカー』のリョウ・シーゲルを主人公に『機動戦士ガンダム』シリーズに登場するロボット『ハロ』を育成しサンライズ作品ロボットに変身させハロ同士を戦わせ成長させながらサンライズ歴代キャラクターともに物語を進行していく内容になっている。

## ストーリー
舞台は「惑星サンライズ」、物質を消滅させる雲海クラウドストリーム現象より他の大陸間の交流移動ができずに独自の文明が発達していた。クラウディア大陸にあるクラウドシティでは子供だけでなく大人までペット兼ボディガードロボットの『ハロ』が大ブームとなっていた。そんな中リョウ・シーゲルも自分のハロを強くしたいと武者修行の旅に出ようとしていた。

## 主要登場人物
機甲世紀Gブレイカー
- リョウ・シーゲル

ハロボッツバトルに情熱を燃やす10歳の最年少ハロバトラーの少年で亡きシュード・シーゲルの息子。父親譲りの行動派で一度決めたら必ず実行しようとするため周囲を巻き込むこともしばしばある。バトルのさい気合を入れるために常に頭にバンダナを巻いている。
- ティルファー・ノーア

愛称ティル。リョウの幼馴染の少女。ハロボッツバトルには興味はないみたいだがリョウとはいつも一緒に行動している。
- シルナ・シーゲル

リョウの母親。のんびり屋なところがあるが息子のリョウのハロボッツバトラーに関しては陰ながら応援している。
- カンジ・アカツキ

FT（フライングトルーパー）のパイロットでリョウとは信頼の厚い人物。今回はリョウやティルファー達とともに各大陸を案内してくれる。
- ハクト・ロンド

通称ロンド教授。FTや雲海を渉ることができる船「クラウドシップ」を開発した科学者。かつての戦友シュードの忘れ形見のリョウにはハロに関する情報や手助けなどをしてくれる。
- ネルフェア・ノースロック

根は優しいがロンド教授以外の人には態度はきついGT（グランドトルーパー）の天才パイロット兼ハロバトラーの少女。リョウに内緒でロンド教授とともになにか情報を集めている。
- オメガ・フォークロス

ハロボッツバトルでハロバトラーから「死神」と恐れられている冷酷な人物。各大陸でさまざまな形で暗躍する。

## 登場作品
- 機甲武装Gブレイカー
- 蒼き流星SPTレイズナー
- 黄金勇者ゴルドラン
- 機甲界ガリアン
- 機甲戦記ドラグナー
- 銀河漂流バイファム
- 元気爆発ガンバルガー
- 最強ロボ ダイオージャ
- 巨神ゴーグ
- 重戦機エルガイム
- 聖戦士ダンバイン
- 絶対無敵ライジンオー
- 戦闘メカ ザブングル
- 装甲騎兵ボトムズ
- 太陽の牙ダグラム
- 太陽の勇者ファイバード
- 天空のエスカフローネ
- 伝説巨神イデオン
- 伝説の勇者ダ・ガーン
- 熱血最強ゴウザウラー
- 無敵鋼人ダイターン3
- 無敵超人ザンボット3
- 無敵ロボ トライダーG7
- 勇者警察ジェイデッカー
- 勇者指令ダグオン
- 勇者特急マイトガイン
- 勇者王ガオガイガー
- 勇者王ガオガイガーFINAL
- THEビッグオー

## 備考
- ゲームの本編では「ティルファー・ノーア」の名前で登場するが取り扱い説明書には「テルファー・ノーア」と明記されている。『サンライズ英雄譚2』でも彼女の名前だけは登場するがそこでは「ティルファー・ノーア」と紹介されている。
- 本作品の箱や取り扱い説明書には『魔神英雄伝ワタル』に登場する龍神丸が描かれているが本編には龍神丸などの機体はおろかキャラたちなどはまったく登場しない。のちにサンライズインタラクティブ側がこのことに関してホームページ上で謝罪した。